# EACH TIME SINGLE VOX
『EACH TIME SINGLE VOX』（イーチタイム・シングル・ボックス）は1984年4月1日に発売された大滝詠一のシングル・ボックス・セット。

## 解説
アルバム『EACH TIME』全曲を12インチ・シングルにした5万枚限定ボックス・セット。すべてイエローロゴに水色レーベルでクリア・ヴィニール仕様。全タイトルともジャケットは共通で、桜色をバックに『EACH TIME』と同じイラストがレイアウトされている。
“シングル・ヒットが無ければアルバムは売れない”という当時のまことしやかな業界の定説に挑戦してやろうという大滝の意向により、アルバム『EACH TIME』からは一枚もシングル・カットされなかった。ボックス収録のシングルは、内側を使うと17cmシングルと同じ音になってしまうという理由で30cmシングルの外周だけが使われている。
『EACH TIME』に2曲追加されたコンプリート版『Complete EACH TIME』ではCDのみ、シングル・ボックス用のマスターを使用。
ボックス裏に限定ナンバリング入り。<OT-12>以外のナイアガラ・アーティスト番号は全て、その後のものと重複している。

## Record 1 「夏のペーパーバック ⁄ 木の葉のスケッチ」(50AH 1706)

### SIDE 1
1. 夏のペーパーバック OT-13
  - 松本隆 - 大瀧詠一
  - イントロがLPと異なり、間奏のサックス・ソロが別テイクになっている。

### SIDE 2
1. 木の葉のスケッチ OT-14
  - 松本隆 - 大瀧詠一
  - エンディングがフェイド・アウトせずに終わり、クラリネット・ソロが一部別テイクに差し替わってている。

## Record 2 「1969年のドラッグレース ⁄ 銀色のジェット」 (50AH 1707)

### SIDE 1
1. 1969年のドラッグレース OT-15
松本隆 - 大瀧詠一

### SIDE 2
1. 銀色のジェット OT-16
  - 松本隆 - 大瀧詠一
  - エンディングのジェット音のSEが大きめにミックスされている。

## Record 3 「魔法の瞳 ⁄ 恋のナックルボール」(50AH 1708)

### SIDE 1
1. 魔法の瞳 OT-17
  - 松本隆 - 大瀧詠一
  - ロング・ヴァージョン。

### SIDE 2
1. 恋のナックルボール OT-18
  - 松本隆 - 大瀧詠一
  - SEのミックスが大きくなり、最後に大滝の呟きが入っている。

## Record 4 「レイクサイド ストーリー ⁄ ガラス壜の中の船」 (50AH 1709)

### SIDE 1
1. レイクサイド ストーリー OT-19
  - 松本隆 - 大瀧詠一
  - エンディングがフェイド・アウトする。

### SIDE 2
1. ガラス壜の中の船 OT-20
松本隆 - 大瀧詠一

## Record 5 「ペパーミント・ブルー ⁄ ペパーミント・ブルー (Instrumental)」 (50AH 1710)

### SIDE 1
1. ペパーミント・ブルー OT-12A
松本隆 - 大瀧詠一

### SIDE 2
1. ペパーミント・ブルー (Instrumental)/ 大滝詠一楽団 OT-12B
  - 大瀧詠一
  - STRINGS Akira Inoue

## クレジット
| All Songs Written by 松本隆 & 大瀧詠一 |                          |   | |
|                                        |                          |   | |
| Musicians                              |                          |   | |
|                                        | Drums                    | ; | - 上原“EXOTICS”裕, 林“DRAGON”立夫, - 青山“WEDDING MARCH”純 |
|                                        | E.Bass                   | ; | 長岡“AKAGAI”道夫 |
|                                        | Guitars                  | ; | - 鈴木“微年少年”茂, 村松“GREEN WATER”邦男, - 徳武“NASHVILLE”弘文, 吉川“長老”忠英, - 安田“ヤッさん”裕美, 石川“元老”鷹彦, 笛吹利明, - 三畑卓次, 鳴海寛, 加藤達雄 |
|                                        | Keyboards                | ; | - 国吉“外泊禁止” 良一, 難波“エマーソン”弘之, - 井上“SAAB”鑑, 中西“拳症炎”康晴                                                                                  |
|                                        | Synth.Prog               | ; | 松武“第3京浜”秀樹 |
|                                        | L.Perc                   | ; | - 鳴島“ナルちゃん”英治, 浜口“エガワ”茂外也, - 斉藤“月見うどん”ノブ, 川瀬“デモテープ”正人, - 阿達彰義, 菅原由紀                                                 |
|                                        | Wood Bass                | ; | 小泉信美雄 |
|                                        | Harp                     | ; | 山川恵子, 入江愛子, 野畑潤子, 張谷恭子 |
|                                        | Accordion                | ; | 岡田徹 |
|                                        | Clarinet                 | ; | Mr.北村英治 |
|                                        | Oboe                     | ; | 大野守 |
|                                        | Vibraphone               | ; | 金山功 |
|                                        | Sax                      | ; | Jake H.Concepsion |
|                                        | Chorus                   | ; | 伊集加代子, 和田夏代子, 鈴木宏子 |
|                                        | Cheer Boys               | ; | PERCUSSION GROUP 72 |
|                                        | Strings                  | ; | 加藤ジョー・グループ |
|                                        |                          |   | |
|                                        | STRINGS ARRANGE ; 井上鑑 |   | |

|                     | |
| Studio All Nighters | |
|                     | - Ω大森, ブッシュマンナベ, 歌舞伎町松尾, ぼくちゃん太田, - XEVIOUSアトム, OLYMPIC芳川, DRE2台川部, ハーモナイザー宮田, - DELETE津久間, 余下吉太, SEDICいのう, MYアガリ3好, - スケジュール・シスターズ（土屋幸子, 浅香友美子）, - RACOON佐藤, 笠井“CUTTING ENGINEER”鉄平, - 松殿オーナーFlowrin G.H., - カフェ・バーVEGA, 赤坂フォンテーヌ |
|                     | |
|                     | Recorded & Remixed at STUDIO“不夜城”Shinanomachi & Roppongi |
|                     | STUDIO COMMAND & HYPER NECAM DRIVED by クローク |
|                     | PAPILAPOPAスタジオ退屈男 大野“オニギリ1人占め”邦彦 |
|                     | Engineer 吉田“ユンケルMIX”保 |

|                                              | |
| Each Times 定期購売者一覧                    | |
|                                              | - 白川隆二, 浜野啓介 (CBS/SONY), - 松本隆, 清水桂子 (Termini), - 伊部誠 (CMC), - キャンキャン中山, フリー平原, 小滝詠司 (Mitaka Group), - 中山泰, 養父正一, 河田久雄 (Design), - 朝妻一郎, Pop-cicle木崎, Mr.Chibumaker (60's Fun Club), - 前島“キヨーレオピン”洋児, 塚田“出前一丁”千春, - 増田“チェーン1時間”真一, 山縣“再就職”裕子, 梅田“安産”智恵子, - 小出“バイブル”豊子, 野口“フォークの火を消すな”健作, - ジャマイカ・イタル, 金田一“ハマッコ”伴内 (NIAGARA Staff) |
|                                              | |
| 駅売り愛読者一覧                             | |
|                                              | - 佐藤“No.1バンド”輝雄, “課長職”竹内, “梅木マリ”光原, 桜井“サクラ”聖子, - 五月“辰徳”夢子, 土門“ミレーヌ”壌, 小田“パソコン”創 (Radio Staff) - 伊藤アキラ, 大森昭男, 関口直人 (Cider Trio) - 杉山“ゴルフ”垣太郎, Sun山田, 本部長西村 (Video Staff) - アキレスケン中川, ギックリゴシ立原, Gals田中 (Book Staff) |
|                                              | |
| Produced by 大瀧詠一 For Niagara Enterprises | |

## リリース日一覧
| 地域 | タイトル                      | リリース日    | レーベル                                    | 規格        | カタログ番号                      | 備考 |
| ---- | ----------------------------- | ------------- | ------------------------------------------- | ----------- | --------------------------------- | --- |
| 日本 | EACH TIME SINGLE VOX          | 1984年4月1日  | ナイアガラ ⁄ CBSソニー                      | 12"Single×5 | 50AH 1706~10 (OT-12A,B, OT-13~20) | 『EACH TIME』収録曲をAB面にすべて収録した、1万枚限定の12インチ・シングル5枚組。ディスクはすべてクリア―WAX、みず色レーベル仕様。いくつかの曲は別ミックスとなっている。 |
| 日本 | Complete EACH TIME SINGLE VOX | 2015年3月21日 | ナイアガラ ⁄ ソニー・ミュージックレーベルズ | CD          | SRCL 8709                         | 『NIAGARA CD BOOK II』(12CD:SRCL 8700~11)の中の一枚。『EACH TIME SINGLE VOX』の内容に、初商品化となる4曲を追加したコンプリート版CD。                                  |